# NAWI Грац
NAWI Грац — это совместный проект двух университетов города Граца: Университета Карла-Франца и Технического университета с целью проведения совместных исследований и обучения в области естествознания.

## Предыстория
В конце 1990-х годов институты химии обоих университетов стали пытаться наряду с совместными исследовательскими проектами работать более тесно в области обучения. В области почвоведения имела место кооперация в обучении по направлению «Техническая геология». В 2004 году ректоры Альфред Гучельхофер и Ганц Зюнкель объявили о проведении большого совместного проекта NAWI Грац. С этого момента проводятся университетские преобразования по 5 областям: биологии, химии, геологии, математике и физике.

## Успехи
В зимний семестр 2006/07 стартовал учебный процесс в рамках программы бакалавриата в области химии, молекулярной биологии и почвоведения, а также магистратуры в области почвоведения.
Дополнительно образована «Высшая школа наук Граца» (GASS) в области биологии, химии, геологии, математики и физики как часть проекта NAWI Грац, в рамках которой осуществляется послевузовское обучение. В 2005 году стартовали 17 совместных исследовательских проектов. В будущем планируются совместные учебные программы по математике и физике.